# Częstogoj
Częstogoj – staropolskie imię męskie. Składa się z członu Często- („często”) i -goj (gojiti – „leczyć, uzdrawiać”, por. goić). Mogło oznaczać „tego, który uzdrawia”. Por. Częstobor, Częstobrona, Częstomir, Częstowoj, Częstowojna, sch. Gojmir, czes. Hoj(i)slav.
Staropolskie zdrobnienia: Częstek, Częstko, Częstoch, Częstoń, Częstosz, Częstota, Goj, Goja, Gojan.
Częstogoj imieniny obchodzi 4 lutego.